# Lantanophaga minima
Lantanophaga minima là một loài bướm đêm thuộc họ Pterophoridae. Loài này có ở quần đảo Galápagos.
Sải cánh dài khoảng 10 mm. Con trưởng thành bay vào tháng 3.